# Stoffel Froneman
Christoffel Cornelis "Stoffel" Froneman (Lellehoek, Winburg, 26 maart 1846 - Marquard, 12 maart 1913) was een Boerengeneraal tijdens de Derde Basotho-oorlog en de Tweede Boerenoorlog. Hij diende als veldkornet onder de Vrijstaatse generaal Christiaan de Wet.
Op 9 januari 1901 schoot hij op bevel van De Wet de jonge Vrijstaatse vredesgezant Johannes Morgendaal dood. Morgendaal was eerder gevangengenomen vanwege verraad en weigerde Stoffel te helpen met de ossen in te spannen, waarop het fatale gevecht volgde.
Hij was een van de Vrijstaatse afgevaardigden bij de onderhandelingen voor het Verdrag van Vereeniging, waarbij hij aangaf nog een jaar door te willen vechten. Na de oorlog vestigde hij zich in Marquard, waar hij in 1913 overleed.